# شمس‌آباد (جویم)
شمس‌آباد، روستایی در دهستان چغان بخش مرکزی شهرستان جویم در استان فارس ایران است.

## جمعیت
بر پایه سرشماری عمومی نفوس و مسکن در سال ۱۳۹۵، جمعیت این روستا برابر با ۳۷ نفر (۹ خانوار) بوده‌است.